# وارن بیتی
هنری وارن بیتی (زاده ۳۰ مارس ۱۹۳۷) بازیگر، کارگردان، تهیه‌کننده و فیلمنامه‌نویس آمریکایی است که فعالیت حرفه ای وی شش دهه طول می‌کشد. وی نامزد دریافت ۱۵ جایزه اسکار شده‌است. از جمله چهار مورد برای بهترین بازیگر مرد، چهار مورد برای بهترین فیلم، دو مورد برای بهترین کارگردانی، سه مورد برای فیلمنامه اصلی و یک مورد برای فیلمنامه اقتباسی - برنده بهترین کارگردانی برای فیلم سرخ‌ها (۱۹۸۱).

## زندگی‌نامه
وارن بیتی در روز ۳۰ مارس ۱۹۳۷ در ریچموند ویرجینیا زاده شد. شرلی مک‌لین، که از کودکی در فیلم‌های هالیوود ایفای نقش می‌کرد و بعدها او هم بازیگری نامدار شد، خواهر بزرگ او محسوب می‌شد و هر دو آن‌ها بازیگری را از کودکی و در یک اجرای آماتوری تئاتر که کارگردانی آن به عهده مادرشان بود، آغاز کردند. مادر آن‌ها کاتلین کورینه، مدرس تئاتر بود و پدرشان ارا اوونز بیتی، یک پروفسور روان‌پزشکی به‌شمار می‌آمد.
وارن بیتی پس از تحصیل در مدرسه فن بیان در زادگاهش و همچنین یک سال تحصیل در دانشگاه نورت وسترن، از تحصیل انصراف داد و مدتی کارگر ساختمانی بود. سپس به کلاس آموزش بازیگری استلا آدلر پیوست. وی ابتدا نقش‌های کوچکی در تلویزیون ایفا می‌کرد، اما کم‌کم با شرکت در نمایش‌های تلویزیونی به شهرت رسید. ایفای یکی از نقش‌های اصلی در نمایشنامه اجبار یا: Compulsion و همین‌طور شرکت در اجرای صحنه‌ای نمایشنامه شکست رزها، اثر ویلیام اینج، در این شهرت نقش داشتند.
وی بعدها به برودوی رفت و کم‌کم جذب سینما شد و با ایفای نقش در فیلم شکوه علفزار (۱۹۶۱، الیا کازان)، که نخستین نقش سینمایی او بود، در سینما نیز مطرح گردید. وی همچنین با ایفای نقش کلاید بارو در فیلم مشهور بانی و کلاید (۱۹۶۷، آرتور پن)، که خودش تهیه‌کننده‌اش نیز بود، به اوج شهرت رسید.
در سال ۱۹۷۸ میلادی وارن بیتی در کاری مشترک با باک هنری، فیلم بهشت می‌تواند منتظر بماند را کارگردانی کرد و به‌علاوه در نگارش فیلم‌نامه آن نیز با الین می‌مشارکت داشت و همچنین ضمن همکاری در تهیه این فیلم، نقش نخست آن را نیز ایفا کرد. این فیلم تبدیل به یکی از موفق‌ترین فیلم‌های او گردید، چرا که افزون بر فروش قابل توجهش، نامزد دریافت جایزه اسکار بهترین فیلم نیز گردید و خود وارن بیتی نیز در دو رشته یعنی بهترین کارگردانی (به‌طور مشترک) و بازیگری، نامزد دریافت جایزه شد. گرچه در آن سال وی جایزه اسکار را دریافت نکرد، امّا سه سال بعد با فیلم سرخ‌ها (۱۹۸۱) اسکار بهترین کارگردانی را از آن خود نمود. فیلم سرخ‌ها یک فیلم سیاسی بود که براساس داستانی واقعی ساخته شده بود و خود وارن بیتی در آن نقش یک خبرنگار آرمان‌گرا، به نام جان رید، را ایفا می‌کرد.
وی پس از چندین سال عدم موفقیت و رکود، به تهیه فیلم پرهزینه‌ای به نام ایشتار (۱۹۸۷، به کارگردانی: الین می)، دست زد. گرچه این فیلم نیز با شکست مالی سختی مواجه شد، اما وارن بیتی ناامید نشد و با ساخت فیلم دیک تریسی (۱۹۹۰)، که خود افزون بر تهیه کنندگی، کارگردانی آن را نیز بر عهده داشت، به موفقیت مالی قابل توجهی دست یافت.

## دربارهٔ او

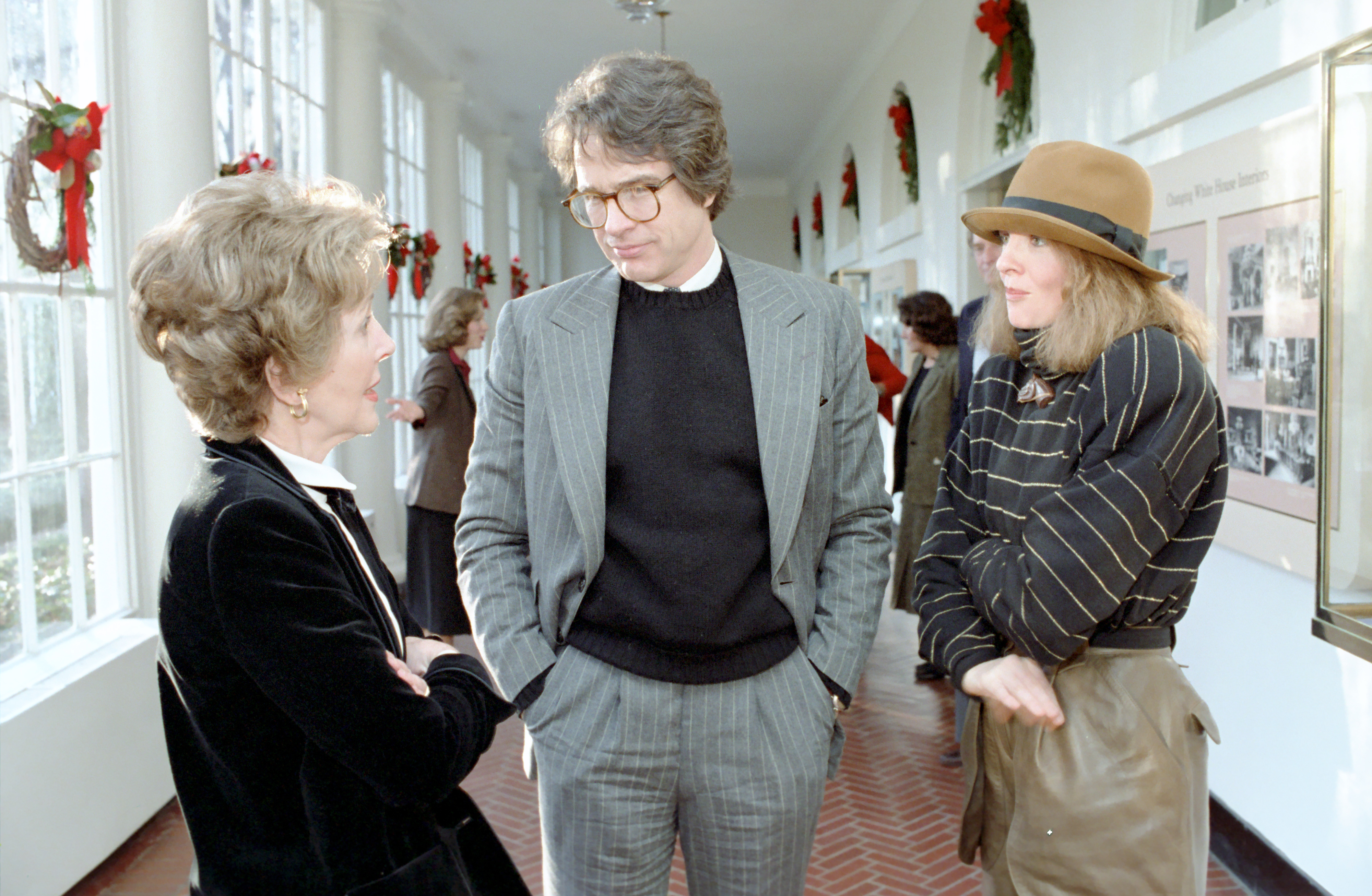
وارن بیتی در کاخ سفید (سال ۱۹۸۱) در کنار نانسی ریگان، بانوی اول ایالات متحده و دایان کیتون

وارن بیتی در طی دوران طولانی حضور خود در سینمای آمریکا، و با ساخت چندین فیلم معروف و مطرح هالیوود، خود را به یکی از مرفه‌ترین، محترم‌ترین و کاریزماتیک‌ترین شخصیت‌های هالیوود تبدیل کرده‌است. وی از ابتدای فعالیت‌های سینمایی اش در سال ۱۹۶۱، ایفاگر نقش‌های نخست بود، و از سال ۱۹۶۷ به بعد، به عنوان تهیه‌کننده، بازیگر خود را مطرح نمود، و سپس از ۱۹۷۵ به بعد، به تهیه کنندگی، فیلم‌نامه‌نویسی و بازیگری روی آورد و از سال ۱۹۷۸ تاکنون، علاوه بر تهیه‌کنندگی و فیلم‌نامه‌نویسی و بازیگری به کارگردانی نیز پرداخت.
وارن بیتی در تاریخ سینما یگانه شخصیتی است که با دو فیلم بهشت می‌تواند منتظر بماند و سرخ‌ها در چهار بخش جداگانه نامزد دریافت جایزه اسکار شده‌است.
گفتنی است که وارن بیتی خارج از دنیای سینما نیز، یکی از فعالان نهضت‌های اجتماعی به‌شمار می‌رود و به لحاظ سیاسی اعتقادات لیبرالی دارد.

## فیلمشناسی
| سال  | نام فیلم             | کارگردان            | توضیحات                           |  |
| ---- | -------------------- | ------------------- | --------------------------------- |  |
| ۲۰۰۱ | شهر و کشور           |                     |                                   |  |
| ۱۹۹۴ | رابطه عاشقانه        |                     |                                   |  |
| ۱۹۹۱ | باگزی                | بری لوینسون         |                                   |  |
| ۱۹۹۱ | حقیقت یا جسارت       | آلک کشیشیان         |                                   |  |
| ۱۹۸۷ | ایشتار               | الین می             |                                   |  |
| ۱۹۹۰ | دیک تریسی            | وارن بیتی           | کارگردانی                         |  |
| ۱۹۸۱ | سرخ‌ها                | وارن بیتی           | کارگردانی                         |  |
| ۱۹۷۸ | بهشت می‌تواند صبر کند | بک هنری و وارن بیتی | کارگردانی مشترک با بک هنری        |  |
| ۱۹۷۵ | بخت                  | مایک نیکولز         |                                   |  |
| ۱۹۷۵ | شامپو                | هال اشبی            |                                   |  |
| ۱۹۷۳ | سال زن               | کارگردان، مستند     |                                   |  |
| ۱۹۷۴ | نمای پارالاکس        | آلن ج. پاکولا       |                                   |  |
| ۱۹۷۱ | $                    | ریچارد بروکس        | عناوین دیگر: دلارها، سرقت مسلحانه |  |
| ۱۹۷۱ | مک کیب و خانم میلر   | رابرت آلتمن         |                                   |  |
| ۱۹۶۹ | تنها بازی در شهر     | جرج استیونس         |                                   |  |
| ۱۹۶۷ | بانی و کلاید         | آرتور پن            |                                   |  |
| ۱۹۶۶ | زیبابین              | جک اسمیت            |                                   |  |
| ۱۹۶۶ | وعده‌های شیرین        | آرتور هیلر          |                                   |  |
| ۱۹۶۵ | میکی وان             | آرتور پن            |                                   |  |
| ۱۹۶۴ | لیلیت                | رابرت راسن          |                                   |  |
| ۱۹۶۲ | همه سقوط می‌کنند      | جان فرانکن هایمر    |                                   |  |
| ۱۹۶۱ | بهار رمی خانم استون  | خوزه کوئینترو       |                                   |  |
| ۱۹۶۱ | شکوه علفزار          | الیا کازان          |                                   |  |